# Iris mandshurica
Iris mandshurica är en irisväxtart som beskrevs av Carl Maximowicz. Iris mandshurica ingår i släktet irisar, och familjen irisväxter. Inga underarter finns listade i Catalogue of Life.